# アメリカンウォーターフロント
アメリカンウォーターフロント（American Waterfront、略称：AW、A/W、AWF）とは、東京ディズニーシー（TDS）にあるテーマポートの一つである。

## 概要
20世紀初頭のアメリカ合衆国の街並みや港、田舎町などを再現したテーマポートで、大都会ニューヨークを再現した「ニューヨーク」と、マサチューセッツ州にある同名の田舎町をモチーフにした素朴な港町「ケープコッド」、古き良き遊園地をテーマとした「トイビル・トロリーパーク」の3つのエリアに分かれる。
テーマポート別のレストランやスナックワゴンの設置数がTDSで最も多く、ショップの数は「メディテレーニアンハーバー」に次いで多い。ショーなどのエンターテイメントの公演数も最多である。
グランドオープンして以来、「タワー・オブ・テラー」「タートル・トーク」「トイ・ストーリー・マニア!」と3つのアトラクションが新規導入されており、これはTDSのテーマポート別では最多である。

## エリア

### ニューヨーク
ニューヨーク（New York）は、1912年頃のニューヨークの街並みを再現したエリア。
東京ディズニーランドのワールドバザールも同様に20世紀初頭のアメリカの街並みを再現したテーマランドであるが、ワールドバザールが郊外の町であるミズーリ州マーセリンを再現したものであるのに対し、アメリカンウォーターフロントは都会のニューヨークを再現しているため、建築様式などが異なる。
ブロードウェイ
ブロードウェイを再現したエリアのメインストリート。劇場や店舗、企業のオフィスなどが数多く軒を連ね、路面電車と地下鉄の混在や、マンホールの水蒸気、電気灯などといった繁華街として隆盛を誇った当時の文化が再現されている。
ウォーターフロントパークに隣接する劇場「ブロードウェイ・ミュージックシアター」では、『アンコール!』（2006年7月4日まで）『ビッグバンドビート』（2006年7月14日から）といったエンターテイメントが開催されており、建物の側面の上部にはオペラ『アイーダ』のポスターが描かれている。
港
ハドソン川に面する地域を再現。桟橋には多くの帆船や蒸気船、貨物船などが停泊しており、そこから荷揚げされた木箱や荷が積み上げられている。中にはトリケラトプスの頭部化石など、ロストリバーデルタのインディアナ・ジョーンズから国立自然史博物館宛に送られてきたものもある。
繁華街であるブロードウェイが全面的に電気灯を導入しているのに対して、一部ガス灯が用いられている。
ハドソン川に架かるディズニーシー・エレクトリックレールウェイの橋は「オールドアーマーブリッジ」といい、橋の東側に古い武器庫があることから名づけられている。
S.S.コロンビア号
54番埠頭には「S.S.コロンビア」という豪華客船が停泊しており、このテーマポートのシンボルとなっている。「S.S.」は、Steamship（蒸気船）の略である。
当初、埠頭では処女航海を控えるS.S.コロンビアを讃える祝賀パーティが開かれているという設定であり、そのパーティの中心となっている貨物倉庫を改装したレストラン「セイリングデイ・ブッフェ」の店内には1912年2月のカレンダーがかかっていた。
S.S.コロンビアの横にあるドックサイドステージでは、エンターテイメントショーが開催される。
この船には実際に乗船することができ、地上と同じ階（1階）をDデッキ、2階をCデッキ、3階をBデッキ、4階をAデッキと称している。Bデッキには「S.S.コロンビア・ダイニングルーム」が、Cデッキには「テディ・ルーズヴェルト・ラウンジ」がある他、舳先方面の甲板を出歩くこともできる。ドックサイドステージでショーを公演している間は、甲板への出歩きが制限されることもある。Aデッキはキリンラウンジとなっているため、一般的なゲストは立ち入り禁止である。また、船底には海底展望室が設置されており、アトラクション「タートル・トーク」の舞台になっている。
- Aデッキ：キリンラウンジ
- Bデッキ：S.S.コロンビア・ダイニングルーム
- Cデッキ：テディ・ルーズヴェルト・ラウンジ、甲板
- Dデッキ：出入口
- 海底展望室：タートル・トーク

ホレイショースクエア
54番埠頭前に広がる広場。ハブの役割を担っており、中心には巨大なスクリューが飾られている。このスクリューは、1888年冬にニューヨーク湾入り口のサンディ岬沖で嵐により沈没した大西洋横断客船S.S.ガルガンチュア号のものであり、その事故の犠牲者を慰霊するための記念碑として建てられたものである。
なお、広場の名前はアメリカン・ドリームを体現した作風が特徴であるアメリカの小説家ホレイショ・アルジャーに因んでいる。
クリスマスシーズンになると、スクリューは撤去され、高さ15メートルのクリスマスツリーが設置される。
ウォーターフロントパーク
ホレイショースクエアに隣接する公園。ベンチや樹木が配置されており、中央部は噴水になっている。
特設ステージが設置され、ショーが開催されることがある。
ホテルハイタワー
ウォーターフロントパークに隣接する高層ホテル。ゴシック様式を始め世界のさまざまな建築様式を取り込んだものとなっている。
1899年12月31日にオーナーであったハリソン・ハイタワー三世が失踪して以来廃墟となり放置されていたが、ニューヨーク市保存協会が改修工事を行い、1912年9月よりホテル内を見学する「タワー・オブ・テラー」ツアーを開催している。
高さ59mと、シンデレラ城やプロメテウス火山より高く、東京ディズニーリゾートのアトラクションの建物の中で最も高い。

### ケープコッド
ケープコッド（Cape Cod）は、マサチューセッツ州にある同名の村およびその南30マイルに位置するナンタケット島がモデルのエリア。都会を再現したニューヨークエリアと異なり、のどかな田舎町を再現している。ニューヨークエリアとは「ハドソンリバーブリッジ」と呼ばれる赤い橋でつながっている。「ケープ」は岬、「コッド」は魚のタラのことで、直訳は「タラの岬」である。そのため、ディズニーシー・トランジットスチーマーラインの船着き場には、水揚げされたタラが大量にあり、タラの岬という名前を如実に表している。
エリア内には白いタウンホールが建っており、ケープコッド・クックオフというレストランになっている。入口部分が注文カウンターで、カウンター向かって左手側は、消防署という設定で作成されており、中は椅子とテーブルが並ぶ。右手側は食事をしながらライブショーを鑑賞できるエリアとなっており、『ドナルドのボートビルダー』（2010年1月11日まで）、『マイ・フレンド・ダッフィー』（2020年2月29日まで）、『ダッフィー&フレンズのワンダフル・フレンドシップ』（2023年7月4日より）が公演されている。
タウンホールの正面には、舵輪に手を掛けたミッキーマウスの像がある。この像は、マサチューセッツ州グロスターに実在する「Man at the Wheel, Fisherman's Memorial」（舵輪を持つ漁師の像）（参照：en:Gloucester Fisherman's Memorial）を模したものである。
ポートディスカバリー側には灯台「ハリケーンポイント・ライトハウス」があり、夕方以降は明かりが灯るが、実際に航行している船舶の識別には用いられていない。
2005年夏季より、ダッフィーがケープコッドでグリーティングを行うようになり、商品展開や季節ごとの飾り付けもダッフィーに関連するものが多くなっていった。

### トイビル・トロリーパーク
トイビル・トロリーパーク（Toyville Trolley Park）は、ニューヨークを走る路面電車の終点にある、古き良き移動遊園地をテーマとしたエリア。2012年7月9日オープンの新アトラクション「トイ・ストーリー・マニア!」に合わせてオープンした。トイビル・トロリー・カンパニーが開設した遊園地という設定。

## 施設

### アトラクション
- タワー・オブ・テラー
- トイ・ストーリー・マニア!
- タートル・トーク
- ディズニーシー・エレクトリックレールウェイ
- ディズニーシー・トランジットスチーマーライン（一周航路）
- ビッグシティ・ヴィークル
  - ニューヨーク周遊

### グリーティング
- ヴィレッジ・グリーティングプレイス

### ショップ
- アーント・ペグズ・ヴィレッジストア
- スチームボート・ミッキーズ
- タワー・オブ・テラー・メモラビリア
- ニュージーズ・ノヴェルティ
- ハーバーサイド・スーヴェニア（営業終了）
- マクダックス・デパートメントストア
- スリンキー・ドッグのギフトトロリー

### レストラン
- S.S.コロンビア・ダイニングルーム
- ケープコッド・クックオフ
- ケープコッド・コンフェクション
- ドッグサイドダイナー
  - セイリングデイ・ブッフェ（営業終了）
- テディ・ルーズヴェルト・ラウンジ
- デランシー・ケータリング
- ニューヨーク・デリ
- バーナクル・ビルズ （ピア33 〜ボートマンズ・テラス〜）
- ハイタイド・トリート
- パパダキス・フレッシュフルーツ
- リバティ・ランディング・ダイナー
- レストラン櫻
- ハドソンリバー・ハーベスト[3]

### 劇場
- ウォーターフロントパーク
- ブロードウェイ・ミュージックシアター
- ドックサイドステージ

### サービス施設
- 公衆電話
  - 「アーント・ペグズ・ヴィレッジストア」横
  - 「ディズニーシー・エレクトリックレールウェイ」アメリカンウォーターフロント駅舎1階
- メールボックス
  - 「スチームボート・ミッキーズ」横
- レストルーム
  - 「アーント・ペグズ・ヴィレッジストア」横
  - 「ディズニーシー・エレクトリックレールウェイ」アメリカンウォーターフロント駅舎1階
  - 「タワー・オブ・テラー」左横
- 授乳室
  - 「タワー・オブ・テラー」左横レストルーム[4]
- 灰皿設置場所
  - ブロードウェイミュージックシアター横の「ディズニーシー・エレクトリックレールウェイ」高架下

※当エリアに設置されていたアメリカンウォーターフロント救護室は、2018年3月30日をもってクローズとなった。

## エンターテイメント
ここでは現在および過去にアメリカンウォーターフロントで行われていた（いる）エンターテイメントを挙げる。なお、イベントによっては他のテーマポートなどでもショーを開催していた場合もあるが、ここではアメリカンウォーターフロントで行われていたもののみ挙げる。他のテーマポートでのショーはそれぞれのテーマポートの項目を参照。

### 現在行われているエンターテイメント
ビッグバンドビート
- 開催場所：ブロードウェイ・ミュージックシアター
- 開催期間：2006年7月14日 -

ダッフィー&フレンズのワンダフル・フレンドシップ
- 開催場所：ケープコッド・クックオフ
- 開催期間：2023年7月4日 -

### 過去に行われたエンターテイメント
アンコール!
- 開催場所：ブロードウェイ・ミュージックシアター
- 開催期間：2001年9月4日 - 2006年7月4日

ダンス・ショーケース
- 開催場所：ドックサイドステージ
- 開催期間：
  - 2007年7月20日 - 8月31日の木曜、金曜
  - 2008年7月18日 - 8月31日の金曜、土曜、日曜
  - 2009年7月22日 - 8月29日の水曜、木曜、金曜

ケープコッド・ステップアウト
- 開催場所：ケープコッド特設ステージ
- 開催期間：2006年7月14日 - 2008年10月31日

ドナルドのボートビルダー
- 開催場所：ケープコッド・クックオフ
- 開催期間：2001年9月4日 - 2010年1月11日

セイル・アウェイ
- 開催場所：ドックサイドステージ
- 開催期間：2001年9月4日 - 2006年6月19日

オーバー・ザ・ウェイブ
- 開催場所：ドックサイドステージ
- 開催期間：2006年7月14日 - 2010年9月8日

マイ・フレンド・ダッフィー
- 開催場所：ケープコッド・クックオフ
- 開催期間：2010年3月20日 - 2020年2月29日

テーブル・イズ・ウェイティング
- 開催場所：ドックサイドステージ
- 開催期間：2011年4月28日 - 2017年3月17日

ステップ・トゥ・シャイン
- 開催場所：ドックサイドステージ
- 開催期間：2017年7月11日 - 2018年3月19日

ハロー、ニューヨーク!
- 開催場所：ドックサイドステージ
- 開催期間：2018年7月10日 - 2020年2月28日

## トリビア
- 「マクダックス・デパートメントストア」前には、大航海時代に活躍し、アメリカ海域へヨーロッパ人として初めて到達したクリストファー・コロンブスの像が生まれ故郷であるイタリア（ジェノヴァ）をテーマにしたメディテレーニアンハーバーの方に向くよう建てられている。また、そのコロンブスの像が建っている円形の広場を「コロンバスサークル」という[2]。
- ニューヨークエリアの「エレクトリックレールウェイ」の高架下では、当時の高架鉄道の騒音を再現するために列車通過時の音を意図的に増幅させている。
- アーント・ペグズ・ヴィレッジストア店内には郵便物を仕分ける棚があり、この棚にはドナルドダックやミッキーマウスの名前、郵便物がある。
- ケープコッドにあるタウンホールの建物のモデルは、実在のケープコッド沖のナンタケット島にあるユニテリアン教会の建物である。
- ニューヨーク港、31番桟橋にはインディ・ジョーンズからの荷物が置かれている。国立博物館の知人に鑑定の依頼をしているとのこと[2]。

### 地名
アメリカンウォーターフロントには、さまざまな通路や橋があるが、その多くに名前が付けられている。この中には、実際のニューヨークに存在する地名や、かつて存在していた地名もある。以下の英字にはWikipedia英語版へのリンクを、カタカナには日本語版へのリンクを現した。
- BRIDGE STREET
- BROADWAY…ブロードウェイ
- CAPECOD ROAD…ケープコッド
- COLUMBUS CIRCLE
- CRANBERRY BOG ROAD
- DELANCEY STREET…デランシー・ストリート
- HORATIO SQUARE
- HUDSON RIVER BRIDGE
  - ニューヨークとケープコッドを結ぶ橋[2]。
- HURRICANE POINT
- OLD ARMORY BRIDGE
  - 「ディズニーシー・エレクトリックレールウェイ」がこの橋を通っていく[2]。
- PARK AVENUE
- PEQUOD STREET
- PIER 3
- PIER 32
- PIER 33
- TIN PAN ALLEY…ティン・パン・アレー
- WATER STREET
  - 「マクダックス・デパートメントストア」と「スチームボート・ミッキーズ」の間にある通り。同名の通りがマンハッタンに存在する[2]。
- WATERFRONT DOWN RAMP

### 縁の人物
エンディコット一族
ニューヨークエリアの建物には定礎のような金属プレートが埋め込まれているものがあるが、そこで頻出するのがエンディコットの名である。
コーネリアス・エンディコット三世はS.S.コロンビアを所有するU.S.スチームシップ・カンパニーの社長であり、その娘であるベアトリス・ローズ・エンディコットはホテルハイタワーの保存を主張しているニューヨーク市保存協会の創立者である。
ハリソン・ハイタワー三世
ホテルハイタワーのオーナーであったが、1899年以降行方不明となっている。エンディコット三世とは仲が悪かったとされる。
マンフレッド・ストラング
タワー・オブ・テラーのオープン時に公開されたプロモーションビデオに登場した、ニューヨーク・グローブ通信の記者。ホテルハイタワーとハイタワー三世の謎を追い続けている人物で、ホテル見学ツアーの実施に反対している。彼が所属しているニューヨーク・グローブ通信のオフィスは、ブロードウェイ・ミュージックシアターの隣にある。